# Patriots' Day
Patriots' Day är en amerikansk bemärkelsedag och helgdag till minne av slagen vid Lexington och Concord, som blev inledningen på det amerikanska frihetskriget. Slaget ägde rum den 19 april 1775, och minnesdagen firas varje år den tredje måndagen i april i delstaterna Massachusetts och Maine, samt i statliga skolor i Wisconsin.
Dagen markeras bland annat med historiska iscensättningar av slagen.
Boston Marathon arrangeras även på denna dag.